# Gero Friesecke
Gero Friesecke (Bonn, 19 de junho de 1964) é um matemático alemão. É atualmente professor de análise na Universidade Técnica de Munique e na Universidade de Warwick.

## Prêmios e condecorações
- 1996 Prêmio Oberwolfach
- 1999 Prêmio Whitehead